# Claw Boys Claw
Claw Boys Claw is een Nederlandse rockband uit Amsterdam rondom zanger Peter te Bos en gitarist John Cameron.

## Historie
Claw Boys Claw werd in 1983 opgericht door Allard Jolles. Naast Te Bos en Cameron maakte aanvankelijk ook bassiste Bobbie Rossini deel uit van de groep. Jolles was op dat moment tevens zanger en gitarist van L'Attentat en speelde drums in Claw Boys Claw. De garagepunk van de band sloeg meteen aan. In 1984 verscheen de lp Shocking Shades Of Claw Boys Claw met onder andere een cover van Venus van Shocking Blue. In 1987 (1988?) verzorgde Mariska Veres (de zangeres van Shocking Blue) een gastoptreden met de band. Ze zongen samen 'Venus' in poptempel Paradiso. Het album zelf werd in slechts drie uur opgenomen met 500 gulden die de band had gewonnen met een talentenjacht. In mei 1985 verliet Jolles de groep om zich volledig op L'Attentat te richten. Hij werd vervangen door Marius Schrader.
Met de singles So Mean en Indian Wallpaper had Claw Boys Claw nog vooral succes in undergroundkringen. Met de lp With Love From The Boys, uitgegeven door platenmaatschappij Polydor, werd in 1986 een doorbraak naar een wat breder publiek bewerkstelligd. De groep trad dat jaar tevens op op Pinkpop, stond onder het alias The Hipcats in het voorprogramma van Nick Cave & The Bad Seeds en bracht een kerstsingle uit; Blue Bells. In 1987 stond Claw Boys Claw op Roskilde en verscheen het album Crack My Nut. Tevens kreeg de band uit handen van toenmalig staatssecretaris Elco Brinkman de BV Popprijs. In 1988 deed de groep de New Music Seminar in New York aan. Polydor brak dat jaar het langlopende contract wegens tegenvallende plaatverkopen. Op het label Megadisc werd vervolgens Hitkillers uitgebracht, een album met louter Nederpopcovers. In februari 1989 verlieten Rossini en Schrader de band. Ze werden opgevolgd door Marc Lamb en Arno Kooy, beiden afkomstig uit The Agentz.
Met de albums Angelbite (1990) en $uga[r] (1992) probeerde Claw Boys Claw vervolgens een toegankelijker geluid te produceren. In 1991 stond de band op Parkpop en werd Kooy vervangen door bassist Geert de Groot (ex-Fatal Flowers). Met de ballad "Rosie" scoorde Claw Boys Claw in 1992 de eerste en enige notering in de Nederlandse Top 40. In 1993 werd opnieuw Pinkpop aangedaan. Na het album Nipple (1994) werd het stil. Te Bos pakte zijn oude beroep als grafisch ontwerper weer op. In 1997 verscheen de voorlopig laatste cd Will-o-the-Wisp met onder andere de single Why don't you grow. De groep bleef optreden tot ongeveer 2000.
Vanaf 16 november 2007 traden Peter te Bos en gitarist John Cameron weer op met een nieuwe begeleiding. Volgens Te Bos hadden Cameron en hij sinds 2002 zo'n zeventig nummers geschreven, waarvan een aantal in februari 2008 verscheen op de cd Pajama Day.
Ter gelegenheid van hun 25-jarig jubileum werd op 2 juni 2008 Shocking Shades Of Claw Boys Claw uitgebracht op cd, geremasterd en aangevuld met vijf bonusnummers.
Eind 2010 maakte Marc Lamb bekend te stoppen als drummer van Claw Boys Claw. Hij werd opgevolgd door Jeroen Kleijn.
In 2012 kwam het album Hammer  uit en ging de groep weer toeren door Nederland.
Begin 2018 werd It's Not Me, The Horse Is Not Me - Part 1 uitgebracht, eind 2021 gevolgd door het album Kite. Ook deze beide albums werden opgevolgd met een tournee langs een aantal clubs in Nederland.
In oktober 2024 overleed oprichter Allard Jolles op 66-jarige leeftijd.

## Bezetting
Huidige leden
- 1983-heden: Peter te Bos (zang)
- 1983-heden: John Cameron (gitaar)

Voormalige bandleden
- 1983-1985: Allard Jolles (drums)
- 1985-1989: Marius Schrader (drums)
- 1989-2010: Marc Lamb (drums)
- 1983-1989: Bobbie Rossini (bas)
- 1989-1991: Arno Kooy (bas)
- 1991-ca. 2000: Geert de Groot (bas)

Toerleden
- 2007-heden: Marcus Bruystens (bas)
- 2013-heden Jeroen Kleijn (drums)

## Discografie

### Albums
| Album met eventuele hitnotering(en) in de Nederlandse Album Top 100 | Datum van verschijnen | Datum van binnenkomst | Hoogste positie | Aantal weken | Opmerkingen |
| ------------------------------------------------------------------- | --------------------- | --------------------- | --------------- | ------------ | ----------- |
| Shocking Shades Of Claw Boys Claw                                   | 1984                  | -                     | -               | -            | debuutalbum |
| With love from the boys                                             | 1986                  | 14-06-1986            | 39              | 12           |             |
| Crack my nut                                                        | 1987                  | 10-10-1987            | 54              | 4            |             |
| Hitkillers                                                          | 1988                  | 03-12-1988            | 55              | 11           |             |
| Angelbite                                                           | 1990                  | 13-10-1990            | 74              | 4            |             |
| $uga(r)                                                             | 1992                  | 21-11-1992            | 30              | 22           |             |
| Nipple                                                              | 1994                  | 26-11-1994            | 63              | 7            |             |
| Will-O-The-Wisp                                                     | 1997                  | 06-09-1997            | 32              | 4            |             |
| Pajama day                                                          | 2008                  | 09-02-2008            | 22              | 6            |             |
| Hammer                                                              | 2013                  | 09-03-2013            | 21              | 6            |             |
| It's not me, The horse is not me - Part 1                           | 2018                  | 03-03-2018            | 22              | 3            |             |
| Kite                                                                | 2021                  | 09-10-2021            | 12              | 2            |             |

### Singles
| Single met eventuele hitnotering(en) in de Nederlandse Top 40 | Datum van verschijnen | Datum van binnenkomst | Hoogste positie | Aantal weken | Opmerkingen |
| ------------------------------------------------------------- | --------------------- | --------------------- | --------------- | ------------ | ----------- |
| Rosie                                                         | 1992                  | 26-12-1992            | 20              | 6            |             |

### NPO Radio 2 Top 2000
| Nummer met noteringen in de NPO Radio 2 Top 2000 | '16  | '17  | '18  | '19  | '20  | '21  | '22  | '23  | '24  |
| ------------------------------------------------ | ---- | ---- | ---- | ---- | ---- | ---- | ---- | ---- | ---- |
| Rosie                                            | 1760 | 1451 | 1648 | 1616 | 1457 | 1267 | 1231 | 1289 | 1242 |

1. ↑  Een vetgedrukt getal geeft de hoogste notering aan.
2. ↑  2016 was het eerste jaar met een notering voor dit nummer.